# Baturité
Baturité é um município brasileiro do estado do Ceará. Localiza-se na microrregião de Baturité, mesorregião do Norte Cearense. Sua população estimada no último censo é de 33.326 habitantes que representa cerca de 0,38% da população do estado de Ceará. Baturité é a terra natal de Franklin Távora, escritor do romantismo, autor de O Cabeleira; de Luiz Severiano Ribeiro, o fundador do Grupo Severiano Ribeiro, de Elmano de Freitas, atual governador do Ceará; e do Major Antônio Couto Pereira, um dos maiores presidentes do clube de futebol Coritiba,
responsável pela construção do antigo estádio Belfort Duarte, atual Estádio Major Antônio Couto Pereira. A cidade de Baturité é muito conhecida por diversos pontos turísticos (Mosteiro dos jesuítas, etc.) que favorece muito o comércio, principal fonte de receitas para o município.

## Etimologia
O topônimo Baturité apresenta várias hipóteses etimológicas:
- Para Paulino Nogueira, este vem do decomposto do Tupi BU (sair, rebentar, sair da fonte), TY (água) e ETE (boa) e significa sair água boa, uma alusão às inúmeras fontes de água cristalina que jorram da serra; ou uma corrutela do IBI (terra),  TIRA (alta), ETÉ e significa serra;
- Para José de Alencar, este vem de Baturieté (narceja: uma ave ilustre), que composta por Batuira  e Eté, nome que honra o chefe Potyguara e na linguagem figurada significa valente nadador;
- Para Von Martius vem da corrutela de Epo (por ventura) e ITA-ETË (aço) que significa certo aço;
- Para Pedro Catão, vem de Batu (monte serra) e Ete (desinência superlativa) e significa verdadeira serra, serra por excelência;
- Antônio Martins Filho e Raimundo Girão diferenciam-se da versão de Paulino Nogueira apenas nos termos Tira, que seria Itira ou Atira (o monte, o monte), pois na análise fonética YBY, Y representa-se por I ou U, o que resultou para os portugueses IBI ou UBU e de ATYRA  resultou ATURA. Compondo ficou IBATURA, BATURA com a queda da vogal inicial átona, fenômeno muito comum na acomodação portuguesa do Tupi. Desta forma BATURA (montão, monte de terra ou serra) e os índios juntaram o sufixo ETÉ (principal, a verdadeira ou real) e ficou BATUETÉ (serra verdadeira ou real). Para estes, a expressão Serra de Baturité é pleonástica, pois Baturité já significa serra.

Suas denominações originais eram Aldeias das Missões, Missão de Nossa Senhora da Palma, Palmas, depois Vila Real Monte-Mor o Novo da América e, desde 1858, Baturité.

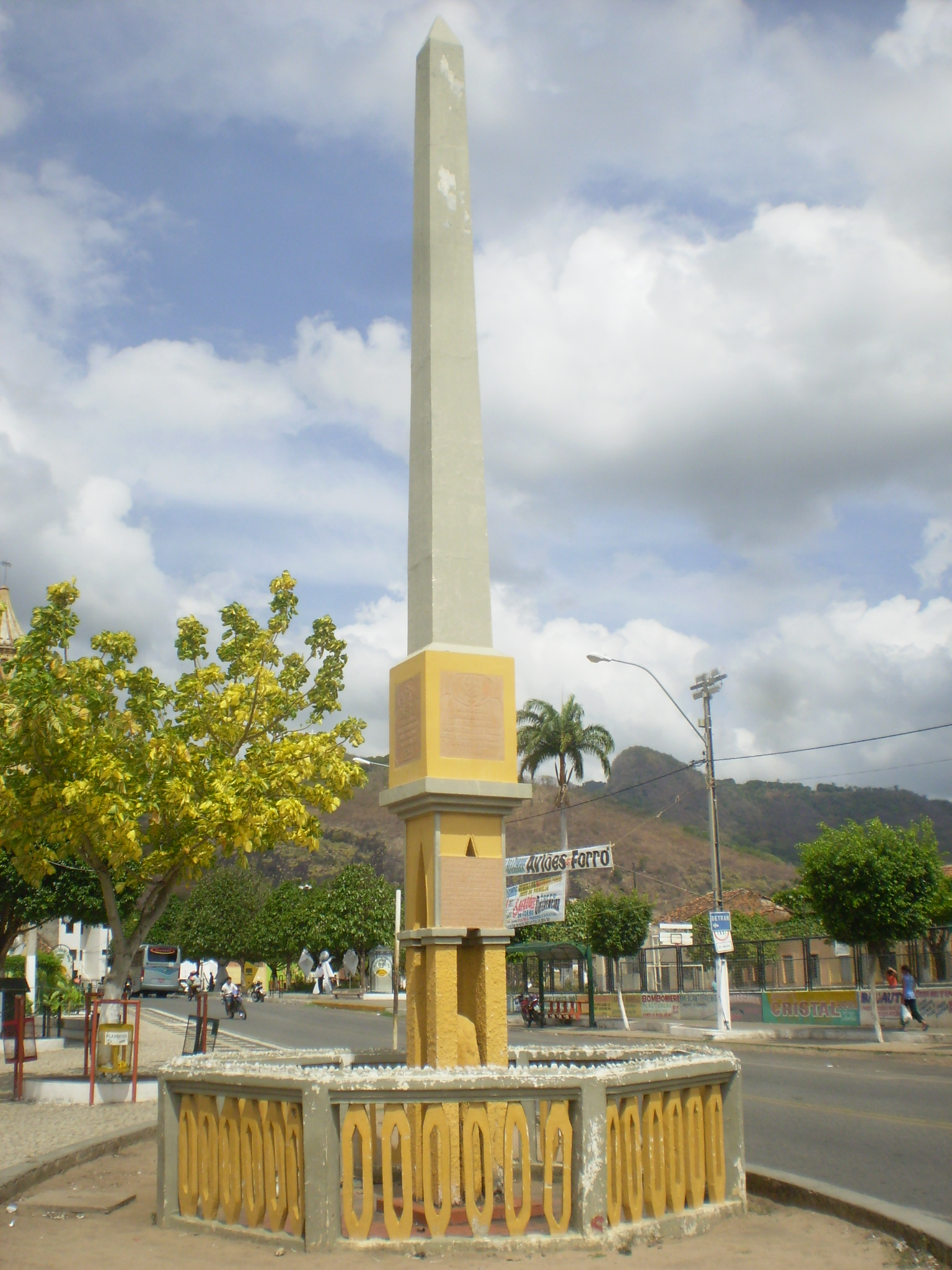
Pelourinho, marco de fundação da cidade. Localiza-se na Praça da Matriz, ao lado da sede da Prefeitura Municipal

## História
Região habitada por diversas etnias como os Potyguara, Jenipapo, Kanyndé, Choró e Quesito, recebeu a partir do século XVII diversas expedições militares e religiosas. Com a expulsão dos holandeses, a coroa portuguesa iniciou o processo de ocupação definitiva das terras cearenses, que intensificou-se através da ocupação missionária pelos Jesuítas, a doação de sesmarias, busca de metais preciosos e a implantação da pecuária do Ceará. Em 1755, Baturité, ou melhor, Missão de Nossa Senhora da Palma, surge neste contexto como uma missão tendo como finalidade aldear os índios da região. Em 1759, com a expulsão dos Jesuítas, a missão foi elevada a condição de Vila com o nome de Monte-Mor o Novo d'América. Em 1791, nesta vila foi reunido aos Kanindé, Jenipapo, um contingente de índios oriundos de missões em conflitos, como: os Jucá da Vila de S. Mateus, os Paiacu da Vila de Monte-Mor-o-Velho e da Vila de Portalegre.

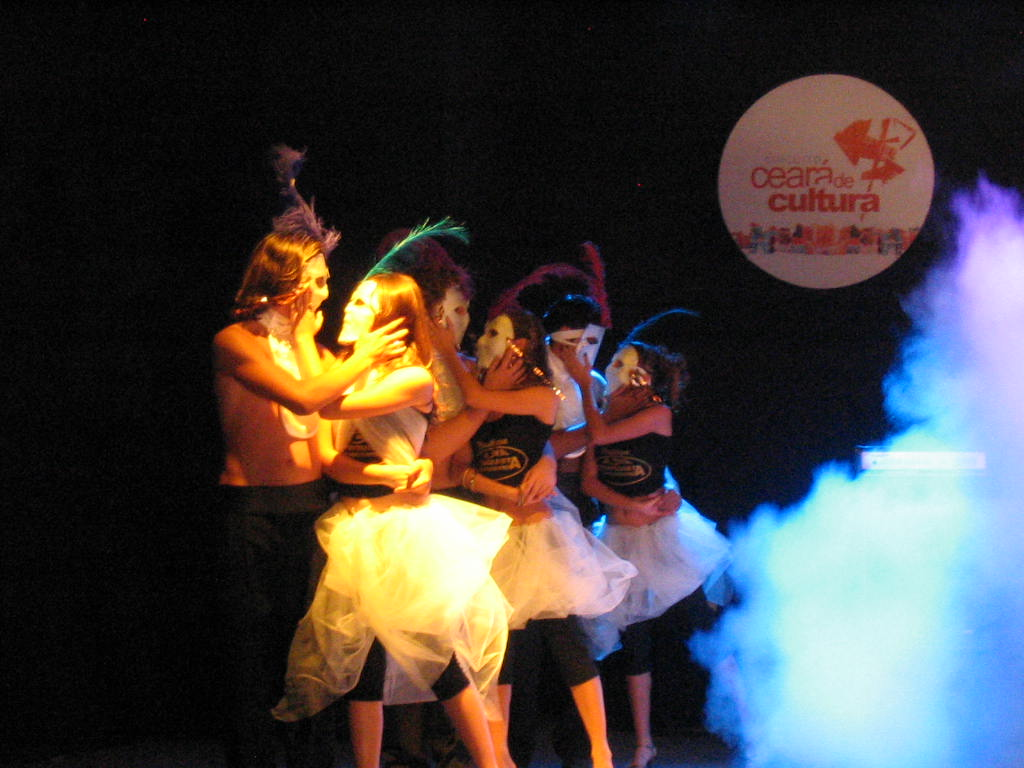
Circuito Ceará de Cultura sendo apresentado em uma edição da Feira de Negócios do Maciço de Baturité - FENEBE

Por causa do clima ameno e da água em abundância, Baturité e outros municípios vizinhos serviram de refúgio para populações sertanejas de cidades como Canindé e Quixadá, que ali se abrigaram durante a Seca dos Três Setes (1777 a 1793). Um marco da presença católica no município é o grupo de igrejas, conventos e mosteiros que ainda resistem ao tempo e alguns deles convertidos em hospedarias nos dias atuais.
Em 1824, Manoel Felipe Castelo Branco trouxe do Pará para Baturité, mudas de café, fato que trouxe transformações na atividade econômica e vida social local.
Na metade do século XIX, Baturité tinha como principal atividade econômica a cultura do café, chegando na época a deter 2% de toda a produção brasileira. Há relatos de que o café de Baturité era um dos mais apreciados nas cafeterias francesas. Com o crescimento da cultura do café surge a necessidade de uma via mais rápida de escoamento da produção para o porto de Fortaleza, que era feita através das precárias estradas da época. Neste contexto, em 1870, um grupo de comerciantes lança a proposta de construir a primeira ferrovia no estado, constituindo juridicamente a Estrada de Ferro de Baturité e um porto em Fortaleza. Em 1882, é inaugurada a estação ferroviária de Baturité, pela qual o café foi transportado diretamente ao Porto de Fortaleza. Em 1921, com a expansão da estrada de ferro, Baturité recebe mais uma estação ferroviária, mais precisamente no povoado do Açudinho (hoje Alfredo Dutra).
A cultura do café, entre 1870 até a superprodução e a superoferta de 1929, impulsiona a economia e a vida social de Baturité, bem com a modernização da cidade.  A partir do início do século XX, Baturité vivenciou fortemente o movimento religioso da Ação Católica, principalmente com o vigário local Monsenhor Manoel Cândido e seu pupilo Ananias Arruda. Desse movimento católico surgiram vários prédios religiosos na cidade como:
- o Colégio Nossa Senhora Auxiliadora (1934)
- o Colégio Salesiano Domingos Sávio (1932)
- o Círculo Operário Católico de Baturité (1924)
- a Escola Apostólica dos Jesuítas (1927)
- 1882 - Inaugurada a Estação de Baturité da Estrada de Ferro de Baturité (marco no desenvolvimento da cidade)
- a Central de Abastecimento de Água de Baturité pela firma Catão e Pinto - realização do Major Pedro Catão e do Cel. José Pinto do Carmo (30 de março de 1917)
- o serviço de luz elétrica de Baturité (2 de junho de 1918), realização de Horácio Dutra. Em 1921 esta empresa foi transferida para o Cel. José Pinto do Carmo
- Em 1896 nasceu o Major Antônio Couto Pereira que, ainda jovem, foi morar com alguns familiares em Curitiba e em 1916 filiou-se ao clube de futebol Coritiba. Em 1926 foi presidente do clube pela primeira vez. O nome do estádio do time é em homenagem ao ilustre Antônio Couto Pereira. Ele é tio-avô do técnico em edificações e historiador cearense Gustavo Braga

Não há evidência de uma belle époque em Baturité — a classe média era bastante exígua e sua população era basicamente rural. Suas ruas só ganharam pavimentação a partir de 1932, na administração do Capitão Ózimo de Alencar. Ainda assim, contou com um atuante movimento urbano nas décadas de 1920 e 1930.

## Política
Atualmente, Baturité tem como prefeito Herberlh Freitas Reis Cavalcante Mota (Republicanos), cumprindo mandato no quadriênio 2025 - 2028, para o qual foi reeleito na disputa à prefeitura da cidade no pleito de 2024.

## Geografia
Subdivisão
O município tem três distritos: Baturité (sede), Boa Vista e São Sebastião.
Relevo
Localizado no Maciço de Baturité, tem relevo na sua grande parte montanhoso formado de maciços residuais e depressões sertanejas, tendo como a maior elevação localizado na serrota de São Francisco, cerca de 874 metros acima do nível do mar.
Hidrografia
O rio Putiú e rio Aracoiaba, juntamente com a Barragem Tijuquinha, são as maiores fontes de recursos hídricos para o abastecimento de água para o município. Os riachos como:  das Lajes, do Padre, da Panta, da Pedra Aguda, Mucunã, Nilo, Pilar, Salgado, Santa Clara, Sinimbu, Supriano, completam os recursos hídricos deste município e juntamente com o rio Putiú, deságuam suas águas no rio Aracoiaba.
Vegetação
A vegetação é formada pela caatinga arbustiva densa, floresta subcaducifólia tropical, floresta úmida semiperenofólia, floresta úmida semicaducifólia, floresta caducifólia e mata Ciliar. Existe ainda uma APA (Área de Proteção Ambiental).
Clima
Baturité possui um clima bastante peculiar para esta região do Brasil. As máximas chegam a 32 °C nos meses mais quentes, podendo cair para 20 °C ou menos na época mais fria. A pluviometria média é de 1 065 milímetros (mm), com chuvas concentradas entre janeiro e junho, chegando a ocorrerem tempestades com ventos fortes e raios. Porém, as chuvas também são irregulares podendo ocasionar seca e racionamento de água, como o registrado entre os anos de 1998 e 1999 quando o principal reservatório de abastecimento da cidade, a Barragem Tijuquinha, chegou ao nível zero.
| Dados climatológicos para Baturité | Dados climatológicos para Baturité | Dados climatológicos para Baturité | Dados climatológicos para Baturité | Dados climatológicos para Baturité | Dados climatológicos para Baturité | Dados climatológicos para Baturité | Dados climatológicos para Baturité | Dados climatológicos para Baturité | Dados climatológicos para Baturité | Dados climatológicos para Baturité | Dados climatológicos para Baturité | Dados climatológicos para Baturité | Dados climatológicos para Baturité |
| Mês                                | Jan                                | Fev                                | Mar                                | Abr                                | Mai                                | Jun                                | Jul                                | Ago                                | Set                                | Out                                | Nov                                | Dez                                | Ano                                |
| ---------------------------------- | ---------------------------------- | ---------------------------------- | ---------------------------------- | ---------------------------------- | ---------------------------------- | ---------------------------------- | ---------------------------------- | ---------------------------------- | ---------------------------------- | ---------------------------------- | ---------------------------------- | ---------------------------------- | ---------------------------------- |
| Temperatura máxima média (°C)      | 31,1                               | 30,3                               | 29,6                               | 29,2                               | 28,7                               | 28,4                               | 28,9                               | 30                                 | 30,9                               | 31,3                               | 31,6                               | 31,3                               | 30,1                               |
| Temperatura média (°C)             | 26,5                               | 26,2                               | 26                                 | 25,8                               | 25,5                               | 24,9                               | 24,8                               | 25                                 | 25,7                               | 25,9                               | 26,4                               | 26,4                               | 25,8                               |
| Temperatura mínima média (°C)      | 21,9                               | 22,2                               | 22,4                               | 22,4                               | 22,3                               | 21,5                               | 20,7                               | 20,1                               | 20,5                               | 20,6                               | 21,2                               | 21,6                               | 21,5                               |
| Precipitação (mm)                  | 84                                 | 146                                | 245                                | 224                                | 168                                | 86                                 | 43                                 | 9                                  | 8                                  | 9                                  | 11                                 | 32                                 | 1 065                              |
| Fonte: Climate-Data.org            |                                    |                                    |                                    |                                    |                                    |                                    |                                    |                                    |                                    |                                    |                                    |                                    |                                    |

| Dados climatológicos para Baturité (Boa Vista) | Dados climatológicos para Baturité (Boa Vista) | Dados climatológicos para Baturité (Boa Vista) | Dados climatológicos para Baturité (Boa Vista) | Dados climatológicos para Baturité (Boa Vista) | Dados climatológicos para Baturité (Boa Vista) | Dados climatológicos para Baturité (Boa Vista) | Dados climatológicos para Baturité (Boa Vista) | Dados climatológicos para Baturité (Boa Vista) | Dados climatológicos para Baturité (Boa Vista) | Dados climatológicos para Baturité (Boa Vista) | Dados climatológicos para Baturité (Boa Vista) | Dados climatológicos para Baturité (Boa Vista) | Dados climatológicos para Baturité (Boa Vista) |
| Mês                                            | Jan                                            | Fev                                            | Mar                                            | Abr                                            | Mai                                            | Jun                                            | Jul                                            | Ago                                            | Set                                            | Out                                            | Nov                                            | Dez                                            | Ano                                            |
| ---------------------------------------------- | ---------------------------------------------- | ---------------------------------------------- | ---------------------------------------------- | ---------------------------------------------- | ---------------------------------------------- | ---------------------------------------------- | ---------------------------------------------- | ---------------------------------------------- | ---------------------------------------------- | ---------------------------------------------- | ---------------------------------------------- | ---------------------------------------------- | ---------------------------------------------- |
| Temperatura máxima média (°C)                  | 30,9                                           | 30,2                                           | 29,5                                           | 29,1                                           | 28,6                                           | 28,2                                           | 28,7                                           | 29,8                                           | 30,7                                           | 31,2                                           | 31,4                                           | 31,2                                           | 30                                             |
| Temperatura média (°C)                         | 26,4                                           | 26,2                                           | 25,9                                           | 25,7                                           | 25,4                                           | 24,8                                           | 24,6                                           | 24,9                                           | 25,6                                           | 25,9                                           | 26,2                                           | 26,4                                           | 25,7                                           |
| Temperatura mínima média (°C)                  | 21,9                                           | 22,2                                           | 22,3                                           | 22,3                                           | 22,2                                           | 21,4                                           | 20,6                                           | 20,1                                           | 20,5                                           | 20,6                                           | 21,1                                           | 21,6                                           | 21,4                                           |
| Precipitação (mm)                              | 85                                             | 151                                            | 251                                            | 232                                            | 167                                            | 87                                             | 43                                             | 9                                              | 9                                              | 9                                              | 12                                             | 33                                             | 1 088                                          |
| Fonte: Climate-Data.org                        |                                                |                                                |                                                |                                                |                                                |                                                |                                                |                                                |                                                |                                                |                                                |                                                |                                                |

| Dados climatológicos para Baturité (São Sebastião) | Dados climatológicos para Baturité (São Sebastião) | Dados climatológicos para Baturité (São Sebastião) | Dados climatológicos para Baturité (São Sebastião) | Dados climatológicos para Baturité (São Sebastião) | Dados climatológicos para Baturité (São Sebastião) | Dados climatológicos para Baturité (São Sebastião) | Dados climatológicos para Baturité (São Sebastião) | Dados climatológicos para Baturité (São Sebastião) | Dados climatológicos para Baturité (São Sebastião) | Dados climatológicos para Baturité (São Sebastião) | Dados climatológicos para Baturité (São Sebastião) | Dados climatológicos para Baturité (São Sebastião) | Dados climatológicos para Baturité (São Sebastião) |
| Mês                                                | Jan                                                | Fev                                                | Mar                                                | Abr                                                | Mai                                                | Jun                                                | Jul                                                | Ago                                                | Set                                                | Out                                                | Nov                                                | Dez                                                | Ano                                                |
| -------------------------------------------------- | -------------------------------------------------- | -------------------------------------------------- | -------------------------------------------------- | -------------------------------------------------- | -------------------------------------------------- | -------------------------------------------------- | -------------------------------------------------- | -------------------------------------------------- | -------------------------------------------------- | -------------------------------------------------- | -------------------------------------------------- | -------------------------------------------------- | -------------------------------------------------- |
| Temperatura máxima média (°C)                      | 31                                                 | 30,4                                               | 29,6                                               | 29,3                                               | 28,8                                               | 28,4                                               | 29                                                 | 30,1                                               | 30,8                                               | 31,4                                               | 31,5                                               | 31,4                                               | 30,1                                               |
| Temperatura média (°C)                             | 26,5                                               | 26,3                                               | 26                                                 | 25,8                                               | 25,5                                               | 25                                                 | 24,9                                               | 25,2                                               | 25,7                                               | 26,1                                               | 26,4                                               | 26,6                                               | 25,8                                               |
| Temperatura mínima média (°C)                      | 22                                                 | 22,3                                               | 22,4                                               | 22,4                                               | 22,3                                               | 21,6                                               | 20,8                                               | 20,3                                               | 20,6                                               | 20,8                                               | 21,3                                               | 21,8                                               | 21,6                                               |
| Precipitação (mm)                                  | 84                                                 | 152                                                | 252                                                | 233                                                | 167                                                | 87                                                 | 43                                                 | 9                                                  | 8                                                  | 9                                                  | 11                                                 | 32                                                 | 1 087                                              |
| Fonte: Climate-Data.org                            |                                                    |                                                    |                                                    |                                                    |                                                    |                                                    |                                                    |                                                    |                                                    |                                                    |                                                    |                                                    |                                                    |

## Economia
Atualmente a economia de Baturité baseia-se principalmente na exploração do setor terciário da economia (comércio e prestação de serviços), na extração vegetal e em culturas de algodão, banana, arroz, milho, feijão, café e cana-de-açúcar, porém, assim como na maioria dos municípios cearenses (com exceção do café), esta ainda é feita com técnicas agrícolas rudimentares fazendo com que o solo empobreça e a produção seja insignificante em termos nacionais. Ainda assim, Baturité se destaca na sua região sendo um importante centro consumidor e abrigando sede de muitas empresas regionais. Com um comércio forte, base da economia do município, a cidade vem conseguindo muitos avanços na qualidade de vida da população e na modernização da cidade.
Ainda é importante destacar o cultivo do café, que embora tenha diminuído muito após a crise de 29 e outras crises na economia brasileira, vem crescendo, atualmente, utilizando-se a técnica do cultivo sombreado e 100% orgânico. Esse tipo de cultivo fez com que o café baturiteense ganhasse destaque nacional e internacionalmente por ser um produto de alta qualidade e saudável.

### Turismo

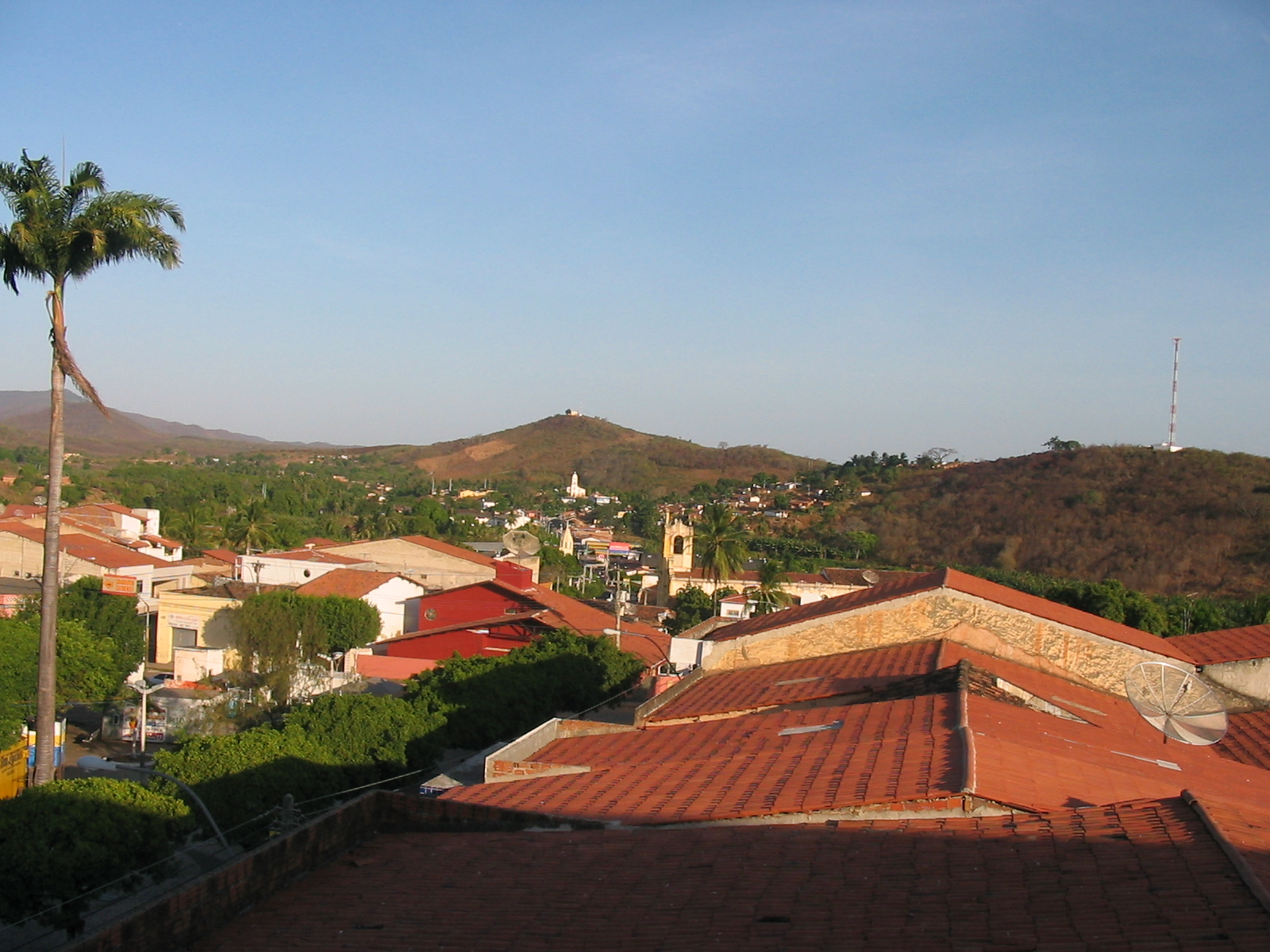
Ao lado esquerdo vista da Praça Santa Luzia. Ao fundo, bairro Putiú

Outra fonte de renda do município é o turismo, com um grande potencial, mas que ainda precisa ser melhor explorado. Baturité possui uma APA (Área de Proteção Ambiental) nos remanescentes de Mata Atlântica existente no município, trilhas, cachoeiras, áreas propícias para prática de esportes de aventura e um grande acervo cultural espalhado por toda a cidade como museus, monumentos e edificações centenárias. Dentre esses podemos destacar:
Pontos turísticos
- Igreja matriz
- Prédio da Cultura (hoje a sede da Secretária de Saúde)
- Pelourinho (marco da fundação da cidade)
- Palácio Entre Rios (antiga cadeia municipal e hoje sede da prefeitura)
- Igreja Matriz de Cristo Rei (localizada em um alto no bairro do Putiú)
- Museu Comendador Ananias Arruda
- Estrada de Ferro juntamente com a estação ferroviária (onde expõe obras de Olavo Dutra Alencar)
- Via Sacra Pública de Baturité (com 365 degraus)
- Imagem de Nossa Senhora de Fátima (exposta no alto do morro da Via Sacra, a maior imagem da santa no mundo)
- Igreja de Santa Luzia (inaugurada em 1879)
- Antiga Escola Apostólica dos Jesuítas (atualmente conhecida como Mosteiro dos Jesuítas, funciona como casa de retiros, encontros religiosos, congressos, hospedagem e descanso. O prédio lembra um castelo medieval);
- Mirante do Cruzeiro (magnífica obra de uma cruz com 25 metros de altura sobre uma montanha, monumento recém inaugurado).

## Cultura

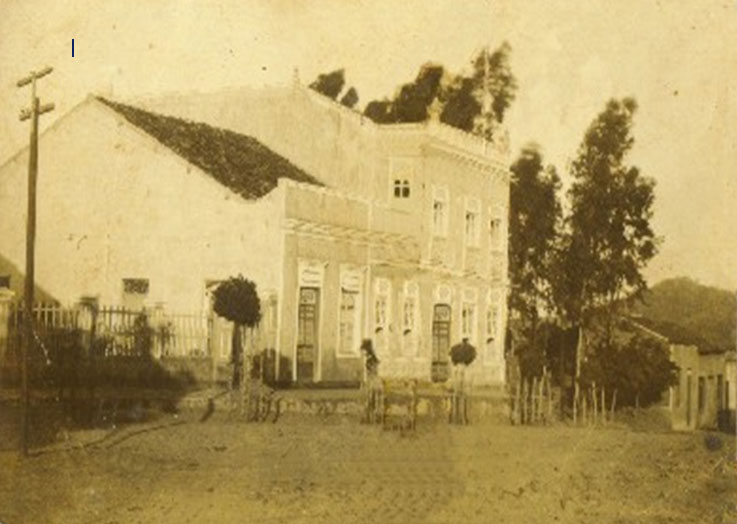
Sobrado dos Maciéis, nos anos de 1920, localizado próximo a Praça Santa Luzia, no centro.

Um dos principais eventos culturais da cidade são as Festas de Nossa Senhora da Palma, padroeira do município, que se realiza entre os dias 6 a 15 de agosto, a Festa de Santa Luzia que se realiza entre os dias 3 a 13 de dezembro, a Festa de Santo Antonio que ocorre entre os dia 1 a 13 de junho e a Festa de Cristo Rei no mês e novembro. A feira livre, sempre realizada aos sábados, também já é um marco cultural na cidade e reúne feirantes da cidade e de regiões vizinhas.
Espalhados pela cidade, principalmente pela região central, encontram-se casarões em estilo colonial construídos em meados do século XIX, época da fartura do café, alguns poucos tombados. Estátuas e bustos de baturiteenses notórios, como Ananias Arruda e Valdemar Falcão, estão expostos em praças que levam seus nomes. A influência da igreja católica na cultura da cidade é bastante expressiva. O monumento erguido à Nossa Senhora de Fátima, trazido de Portugal, pode ser visto de praticamente toda a cidade e muitos se aventuram em chegar lá vencendo seu acesso que possui 365 degraus. A bi-centenária igreja de Nossa Senhora da Palma, construída em 1762 no estilo bizantino com predominação no barroco, é a única nesse estilo no Brasil e já serviu como depósito de pólvora na época da Confederação do Equador.
No entanto, denota-se atualmente, a destruição progressiva de vários casarões e até monumentos históricos para ceder lugar a prédios comerciais. Não existem políticas de conscientização ou para restringir a degradação do patrimônio histórico de Baturité.